# 松崎哲久
松崎 哲久（まつざき てつひさ、旧名：隆臣、1950年（昭和25年）4月14日 – ）は、日本の政治家、小説家。
 衆議院議員（2期）、日本新党政策部会長、同組織委員長、同総務委員長、民主党政策調査会副会長、国民の生活が第一副幹事長、自由党埼玉県総支部連合会代表などを務めた。「湯川裕光」（ゆかわ ひろみつ）の筆名で歴史小説、ミュージカルの脚本を執筆している。

## 経歴
1950年（昭和25年）4月14日東京都において父、松崎正臣（日本冶金工業常務取締役）と母、松崎三重子の次男として生まれる。東京都立日比谷高等学校を経て、東京大学法学部を卒業し、アメリカに渡り、ハーバード大学大学院修士課程を修了。M.A.の学位を取得する。在米中、エドウィン・ライシャワー、エズラ・ボーゲルの下でハーバード大学日本研究所研究員（Associate in Research）を務める。

### 政界へ進出
1982年（昭和57年）、中曽根康弘総裁の下の自由民主党総合政策研究所（自民党総研）の設立にともない、主任研究員に就任する。
自民党幹事長付、同総裁付を経て、昭和62年（1987年）社会工学研究所政治分析センター主幹に就任する。1989年（平成元年）現代政治分析センターを創設し、同センター代表に就任し、日米の比較政治論や自由民主党の研究、分析を著作し、マスメディアを通じて精力的に行う。佐藤誠三郎との共著『自民党政権』は長らく自民党研究の古典だった。

### 日本新党に参加
1992年（平成4年）細川護煕の日本新党結成に参加する。政策部会長として、日本新党の政策を立案した。その後、組織委員長として細川に次ぐ党No.2であったが、党事務局との対立が先鋭になったため細川とはギクシャクしたといわれる。同年7月26日の第16回参議院議員通常選挙に比例区で立候補する。この選挙で日本新党は4人の当選を果たす（細川護煕、小池百合子、寺沢芳男、武田邦太郎）が、名簿5位に記載されていた松崎は次点で落選する。その後、組織委員長を小池百合子と交代し、総務委員長に就任する。
しかし、松崎は1993年（平成5年）6月23日に党員としての適格に著しく欠けるという理由で日本新党を除名された。背後には、党事務局との確執や、松崎の第40回衆議院議員総選挙への立候補に関するトラブルがあったとされる。松崎は日本新党をすでに除名、参議院比例代表名簿からも削除されていたため、1993年（平成5年）7月18日に施行された第40回衆議院議員総選挙に細川護煕、小池百合子が立候補したことに伴い、名簿搭載6位の小島慶三および7位の山崎順子（円より子）の2名が繰り上げ当選する。松崎はこれを不服として、除名処分による比例名簿除外は無効であること、松崎が繰り上げ当選していること、円より子の繰り上げ当選は無効であるとする訴訟を起こした（日本新党繰上補充事件）。1994年（平成6年）11月29日に東京高等裁判所では松崎の主張が認められ勝訴するが、1995年（平成7年）5月25日、最高裁判所では松崎の主張が退けられ敗訴判決が確定した。

### 民主党へ
1994年（平成6年）、前年に宮澤内閣不信任決議案に賛成をし自民党を再び離党して、新進党に参加をした山口敏夫の対立候補として、自民党公認で埼玉10区に立候補をすることが内定する。しかし、翌1995年に二信組事件で山口が東京地検特捜部に逮捕されたことなどにより、自民党は松崎ではなく、山口泰明を同区に擁立することを決めた。それにより、1996年（平成8年）9月29日、旧民主党結成に参加する。
同年10月20日施行の第41回衆議院議員総選挙に埼玉10区で民主党公認で立候補するが次点となり、比例復活できず落選（惜敗率58.3％）する。なお、山口泰明は、同姓であるが山口敏夫との間に血縁関係等は存在しない。また、この選挙では山口敏夫夫人の桂子が同選挙区で夫の後援会に推されて無所属で立候補をしている（結果は、全5候補中4位得票率6.6%）。
2000年（平成12年）6月25日施行の第42回衆議院議員総選挙に再度立候補するが落選（惜敗率68.0％）する。
2003年（平成15年）11月9日施行の第43回衆議院議員総選挙において比例北関東ブロックで当選（惜敗率85.8％）する。ちなみに10年前の日本新党除名に伴って、松崎に代わって参議院議員に繰り上げ当選した円より子は当時民主党副代表。衆議院国土交通委員会委員、政治倫理・公選法改正特別委員会委員、民主党埼玉県連常任幹事を務める。
2005年（平成17年）9月11日施行の第44回衆議院議員総選挙で圧倒的な小泉旋風の前に落選（惜敗率66.8％）する。
この結果松崎は当時の民主党内規の「小選挙区で3回連続で落選した元職は基本的に公認しない」の該当者になった。更に2005年11月、民主党は「同一の小選挙区で2回連続以上落選した新人・元職候補は次の選挙で公認しない」という衆院候補選定基準を発表。この基準に則り党執行部は2006年末に該当する全国の総支部長を交代させる方針を決めたが、埼玉10区については2006年末までに新たな候補者を決められなかったため、松崎が引き続き総支部長に留まり、そのまま次期総選挙公認候補となった。
2009年（平成21年）8月30日執行の第45回衆議院議員総選挙で初めて小選挙区で当選する（2期目）。
民主党本部は元職の松崎を当選させるため行田邦子参議院議員を選対本部長に招き、鳩山由紀夫代表や菅直人代表代行などが次々に選挙区入りをして松崎を応援した。菅直人代表代行は選挙期間中に2回も埼玉10区入りするほどの熱の入れようであった。無駄を省くとしてリサイクル自転車で選挙区巡りをし話題となった。

### 民主党政権下、そして新党へ
12月、小川敏夫広報委員長の下で委員長代理に就任。2010年（平成22年）6月、鳩山内閣から菅内閣への交代に伴う党人事で、山岡賢次広報委員長の下、委員長代理に留任。9月14日執行の民主党代表選挙では小沢一郎支持を明確にし、メディアに多数出演して小沢支持を訴えた。しかし、お膝元の民主党埼玉10区総支部においては党員サポーター票は僅差ではあったが菅直人に1ポイント入る結果となり「面目ない結果」とHP上で感想を述べた。代表選挙後の党人事で、政策調査会の文部科学部門会議座長に就任。広報委員長代理は大塚耕平委員長の下で再任。
2011年9月2日の野田内閣発足で党政策調査会長に就任した前原誠司会長の下、政策調査会副会長と国土交通部門会議座長に就任。11月に広報委員長代理は退任。
2012年の消費増税をめぐる政局では、野田内閣による消費増税法案の閣議決定に抗議して3月30日に党政調副会長の辞表を提出し、4月23日の党役員会で受理された。6月26日の衆議院本会議で行われた消費増税法案の採決では、党の賛成方針に反して反対票を投じた。7月2日には山岡賢次らを介して離党届が提出された。民主党は7月3日の常任幹事会で離党届を受理せず除籍処分とする方針を決定し、7月9日の常任幹事会で正式決定した。
同年7月11日、国民の生活が第一の結党に参加した。

### 未来の党、生活の党、自由党
同年11月、国民の生活が第一の解散にともない日本未来の党に合流。12月16日の第46回衆議院議員総選挙に未来の党公認で埼玉10区から重複立候補するが選挙区で3位、比例復活もならず落選した。
2014年12月14日の第47回衆議院議員総選挙に生活の党の比例北関東ブロックから立候補するも落選。2016年10月12日に生活の党と山本太郎となかまたちが自由党に党名を変更したことに伴い、同党の埼玉県責任者および衆議院北関東ブロック比例区第1総支部長となった。2017年2月7日、同党埼玉県総支部連合会設立に伴い代表に就任。

## 家族・親族
元三重県知事・衆議院議員の田中覚は義父（母の再婚相手）、元内閣総理大臣の三木武夫と安西正夫元昭和電工社長は義理の伯父（母の姉たちの夫）、昭和電工創業者の森矗昶は母方祖父にあたる。森曉元衆議院議員、森清元総理府総務長官、森美秀元環境庁長官は母方伯父。森英介元法務大臣、高橋紀世子元参議院議員と、元日本体育協会会長で公益財団法人 JKA（競輪、オートレース）評議員の安西孝之は母方従兄弟。孝之の妻は上皇后美智子の実妹の美恵子であるため、明仁上皇は義理の従兄にあたる。
父の松崎正臣（1915-）は徳島県富田浦の金銭貸付業・松崎登の三男で、陸軍大学校卒業後陸軍機甲兵少佐となり、大本営陸軍参謀を経て退官後、岳父・森矗昶の日本火工（のちの日本冶金工業）に転じ、常務取締役などを務めた。兄の松崎正策は東京急行電鉄勤務を経て、1996年（平成8年）10月20日施行の第41回衆議院議員総選挙において神奈川8区から自由民主党公認候補として出馬。当時新進党に所属していた中田宏に敗北している。正策の岳父に曽祢益。

## 不祥事・騒動

### 民主党公認料請求疑惑
2007年（平成19年）4月8日施行の埼玉県議会議員選挙において、埼玉県議会議員西12区（鶴ヶ島市）から無所属で出馬した県議候補者中郡龍二から、4月4日発行の選挙公報で、金を要求されたと名指しされた。
同候補は、当初は民主党公認候補として出馬を予定しており民主党埼玉県総支部連合会に公認申請まではしていた（後に取り下げた）が結局無所属で出馬することになった。その理由を同候補は、「初めは民主党からと思いましたが、私が断りました。 公認に際して地区の総支部長（松崎哲久）から金を要求されたからです」と説明。 要求された金額については 「公認料として最初に200万円。当選後は毎月20万円」と記している。民主党では基本的に公認料というものは存在せず、松崎はこれを全面的に否定し、即日選挙公報の不法利用であるとして公職選挙法違反の疑いで西入間警察署に告訴状を提出した。
埼玉県選挙管理委員会によると、選挙公報は、政見発表の自由を侵害しないよう、候補者が提出する原文のままを掲載するのが原則であるとしている。当初は同候補の選挙公報の原稿を受け付けた鶴ヶ島市選挙管理委員会は同候補に対して内容はそのままでよいのか何度も確認を取ったが、「原稿について、同候補はそのままの掲載を希望した」 という。鶴ヶ島市選挙管理委員会は埼玉県選挙管理委員会にそのまま掲載してよいか照会したが、上記理由により、そのままの掲載が認められることとなった。 同候補は「事実関係を書いただけ」と話している。

### 自衛官恫喝問題
産経新聞は2010年（平成22年）11月18日、同年7月27日に行われた航空自衛隊入間基地の納涼祭に来賓として出席した松崎が、駐車場係の隊員の対応に不満を抱き恫喝ともとれる発言をしていたと報じた。記事によると、帰る際に松崎は駐車場からおよそ30m離れた場所から自分の車を呼ぶよう車両誘導担当の隊員に要求したが、歩行者の安全確保のため片側通行としていた道路を逆走する形になる為、隊員は駐車場まで歩くように要請した。これに対し松崎は歩行者がいないからと車を寄せるよう指示し、拒否した隊員に「俺を誰だかわかっているのか」と発言。その後、別の隊員の誘導で寄せた車に乗った際に拒否した隊員が「二度と来るな」とつぶやいたのを聞いて「もう一度言ってみろ」と迫り、その際に胸を鷲づかみにしたという。
産経新聞の取材に対し松崎は、発言全てと隊員の体に触れたことを否定した上で「誘導システムが不適切だと指摘はした」と説明。また「隊員に二度と来るなと言われたことも事実。自分は何も言っていない」と答えている。自身のホームページでは、記事を「いわれなき中傷であり、全く事実無根」「謀略の類で新聞報道の名にも値しない」とし、仲間の多くからも毅然と対応しろと励まされていると述べている。

また逆走を要求したことはなく、隊員に「二度と来るな」と悪態をつかれたがこらえて立ち去ったと主張している。後日、基地側から謝罪があったことについては「私が謝罪を求めたのではなく、あくまで誘導システムに問題があることを指摘した」と述べている。
その後の防衛省の聞き取り調査では、松崎は車まで歩くよう要請した隊員の腕を掴んで団扇 (うちわ)で数回叩いた他、その隊員には謝罪を要求したとされ言い分が食い違っている。松崎は取材に対し「隊員に手は触れていない。団扇が触れたかどうかまで記憶にない。私は子供のころから家族にも友人にも手を出したことはない。周囲もそれを信じてくれている」と語っている。3月25日、産経新聞は、防衛省の調査結果で松崎は隊員の腕を押した事などは否定しながらも事実関係を大筋で認めていたと報道した。

## 政治資金
- 政治団体『市民の党』に、松崎の団体である『基本政策研究会』から100万円の献金が行われていたことが、政治資金収支報告書から明らかになった[27][28]。

## 議員連盟
- 人権擁護法案から人権を守る会
- インクルーシブ教育を推進する議員連盟（副会長）

## 著作

### 「松崎哲久」名義
単著
- 『「アメリカ政治」を読む　権力と野望、栄光と挫折 Washington watching』かんき出版、1988
- 『日本型デモクラシーの逆説　2世議員はなぜ生まれるのか』冬樹社、1991
- 『近代百人一首』中央公論社、1995
- 『日本新党とは何であったのか　 時代にとって、そしてわれわれにとって』星雲社、1995
- 『劇団四季と浅利慶太』文春新書、2002
- 『名歌で読む日本の歴史』文春新書、2005
- 『リーダーのための歴史に学ぶ決断の技術』朝日新書 2013年

共著
- 『自民党政権』佐藤誠三郎との共著 中央公論社 1986
- 『日本の国がら』細見卓、井尻千男、西部邁、榊原英資、島田晴雄、岡本行夫との共著 東洋経済新報社 1994

論文
- 『変革システムとしての天皇』(『正論』1989年3月号)

連載
- 『日本の百人の宰相』月刊日本
- 『日本を決めた100の出来事』月刊日本

### 「湯川裕光」名義
歴史小説
- 『瑤泉院　三百年目の忠臣蔵』新潮社 1998 のち文庫（テレビ東京新春ワイド時代劇『忠臣蔵 瑤泉院の陰謀』の原作）
- 『安土幻想　信長謀殺』廣済堂出版 2002 のち文庫
- 『明朝滅亡』廣済堂出版 2003
- 『小説 古事記成立』K&Kプレス 2016

ミュージカル脚本
- 『異国の丘』（浅利慶太らと共同執筆）
- 『マンマ・ミーア!』
- 『南十字星』（浅利慶太らと共同執筆）